# Bonanza Hills (Teksas)
Bonanza Hills je naseljeno mjesto za statističke potrebe u američkoj saveznoj državi Teksas. Prema popisu stanovništva iz 2010. u njemu je živjelo 37 stanovnika.